# Gingri kraftverk
Luafel: bad argument #1 to 'getBestStatements' (string expected, got nil).
Gingri kraftverk är ett vattenkraftverk i Gingri, Sverige. Det använder vatten från Viskan och togs i bruk 1916. Det användes ursprungligen av spetsfabriken i Gingri. Kraftverket renoverades 1990.